# Angel Nacorda Lagdameo
Angel Nacorda Lagdameo (Lucban, 2 de agosto de 1940 - Iloilo, 8 de julho de 2022) foi um ministro filipino e arcebispo católico romano de Jaro e presidente da Conferência Episcopal Católica das Filipinas (CBCP).

## Carreira
Angel Nacorda Lagdameo estudou no Seminário San Jose da Universidade Ateneo de Manila e foi ordenado sacerdote em 19 de dezembro de 1964. ocupou vários cargos no Seminário Monte Carmelo e na Escola de Teologia Santo Afonso.
Em 19 de junho de 1980, o Papa João Paulo II o nomeou Bispo Titular de Oreto e Bispo Auxiliar de Cebu. O núncio apostólico nas Filipinas, Dom Bruno Torpigliani, concedeu-lhe a consagração episcopal em 12 de agosto do mesmo ano; Os co-consagrantes foram Ricardo Jamin Vidal, Arcebispo de Lipa, e José Tomás Sánchez, Bispo de Lucena.
Em 31 de janeiro de 1986, o Papa o nomeou Bispo Coadjutor de Dumaguete. Com a aposentadoria de Epifanio Surban Belmonte em 30 de maio de 1989, sucedeu-lhe no cargo de Bispo de Dumaguete e foi empossado em 2 de agosto do mesmo ano.
Em 11 de março de 2000 foi nomeado Arcebispo de Jaro. De 2005 a 2009 foi Presidente da Conferência Episcopal Católica das Filipinas (CBCP). Antes de sua eleição, ele atuou como vice-presidente do CBCP por dois mandatos de quatro anos. Ele também foi ex-presidente do Escritório de Leigos da Federação das Conferências Episcopais da Ásia.
O Papa Francisco aceitou sua aposentadoria em 14 de fevereiro de 2018.
Como arcebispo, Lagdameo foi ativo em questões socioeconômicas, incluindo campanhas contra a construção de uma usina a carvão na região. Como presidente do CBCP, Lagdameo se opôs à Lei de Saúde Reprodutiva da época.